# Gråpannad bulbyl
Gråpannad bulbyl (Pycnonotus cinereifrons) är en fågel i familjen bulbyler inom ordningen tättingar.

## Utseende och läte
Gråpannad bulbyl är en färglös medelstor tätting. Fjäderdräkten är genomgående brun, ljusare undertill och med vitaktig strupe och vitt centralt på buken. Noterbart är även fina strimmor på kinden och olivgröna kanter på ving- och stjärtpennor. Arten är något lik gulögd bulbyl, men saknar dennas gula buk och ljusa öga. Sången består av mycket korta, medeldjupa melodiska fraser som upprepas i korta intervaller.

## Utbredning och systematik
Fågeln återfinns i sydvästra Filippinerna (Palawan, Culion och Busuanga). Tidigare betraktades den som en underart till olivvingad bulbyl (P. plumosus). Den behandlas som monotypisk, det vill säga att den inte delas in i några underarter.

## Status
Arten har ett begränsat utbredningsområde, men beståndet tros vara stabilt. Den kategoriseras som livskraftig av internationella naturvårdsunionen IUCN. 